# Промптон (Пенсилванија)
Промптон (енгл. Prompton) град је у америчкој савезној држави Пенсилванија.

## Демографија
По попису из 2010. године број становника је 250, што је 7 (2,9%) становника више него 2000. године.
| Група             | 2000.       | 2010.       |
| Белци             | 240 (98,8%) | 237 (94,8%) |
| Афроамериканци    | 0 (0,0%)    | 0 (0,0%)    |
| Азијати           | 2 (0,8%)    | 0 (0,0%)    |
| Хиспаноамериканци | 0 (0,0%)    | 8 (3,2%)    |
| Укупно            | 243         | 250         |